# Comté de Clackamas
Le comté de Clackamas (anglais : Clackamas County) est un comté situé dans le nord-ouest de l'État de l'Oregon aux États-Unis. Il est nommé en l'honneur de la tribu Clackamas des Amérindiens. Le siège du comté est Oregon City. Selon le recensement de 2020, sa population est de 421 401 habitants.

## Géographie
Le comté a une superficie de 4 867 km², réparti en 4 839 km² de terres et 28 km2 d'eau (0,58 %).

### Comtés adjacents
- Comté de Multnomah (nord)
- Comté de Hood River (nord-est)
- Comté de Wasco (est)
- Comté de Marion (sud)
- Comté de Yamhill (ouest)
- Comté de Washington (nord-ouest)

## Grandes villes du comté Clackmas
- Portland (petite partie de la ville au sud-est)

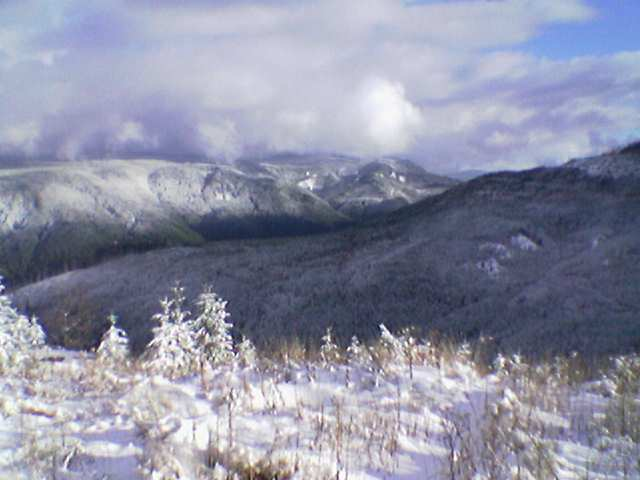
Forêt de Clackamas en hiver.

- Clackamas
- Gladstone
- Happy Valley
- Johnson City
- Lake Oswego
- Milwaukie
- Oregon City
- Rivergrove
- Sunnyside
- Tualatin
- West Linn
- Wilsonville

### Petites villes
- Barlow, Oregon
- Canby (Oregon)
- Damascus (Oregon)
- Estacada, Oregon
- Molalla, Oregon
- Sandy (Oregon)